# Rudolf Kleemann
Rudolf Kleemann (* 10. April 1931 in Dresden; † 2015 ebenda) war ein deutscher Maler.

## Leben und Werk
Nach einer Lehre als Schriftlithograf studierte Kleemann von 1950 bis 1955 an der Hochschule für Bildende Künste Dresden bei Erich Fraaß, Heinz Lohmar, Max Erich Nicola und Rudolf Bergander. Danach arbeitete er als Mitglied des Verbands Bildender Künstler der DDR freischaffend in Dresden, wobei er auch eine Anzahl von Auftragsarbeiten für baubezogene Werke übernahm.
1958 und 1960 unternahm Kleemann Studienreisen nach Rumänien.
Kleemann war mit der Malerin und Grafikerin Sonja Kleemann verheiratet.

## Werkbeispiele

### Tafelbilder
- Die Kritik am Sekretär (1953, Öl)[2]

- Paul Zickler, der Retter des Blauen Wunders (1945, Öl, 82 × 108 cm; auf der Dritten Deutschen Kunstausstellung)[3]

- Constanza, Platz des Ovid (Öl, 49 × 61 cm; auf der Vierten Deutschen Kunstausstellung)[4]
- Constanza, Bucht (Öl, 44 × 70 cm; auf der Vierten Deutschen Kunstausstellung)

- Balkangruß (1961, Öl, 67 × 79 cm, Stillleben; Galerie Neue Meister, Dresden)[5]

- Selbstbildnis (1962, Öl, 100 × 82 cm;  auf der Fünften Deutschen Kunstausstellung)[6]

- Bildnis der Tabaklöserin (um 1965, Öl)[7]

### Druckgrafik
- Elbe bei Stetzsch (1952, Lithografie)[8][9]
- Pieschener Hafen (Lithografie, 33 × 43 cm; auf der Dritten Deutschen Kunstausstellung)

### Baubezogene Werke
- Sozialistisches Ungarn (1961/1962; mit Kurt Sillack. Farbiges Glasmosaik-Fenster in der Treppenhalle des damaligen Restaurants „Szeged“, Dresden, Wilsdruffer Straße 4–6; seit 2009 unter Denkmalschutz)[10][11]

- Entwurf für ein Wandbild am damaligen Rechenzentrum am Dresdener Georgenplatz (1969)[12]

- Zyklus von drei Bleiglasfenstern (ursprünglich im Treppenhaus des Hauses Lange Brücke 46/47 in Erfurt)[13][14][15]

## Ausstellungen (unvollständig)

### Personalausstellungen
- 1972: Erfurt, Angermuseum
- 1973: Mansfeld, Kulturhaus

### Teilnahme an zentralen und wichtigen regionalen Ausstellungen in der DDR
- 1953, 1958/1959, 1962/1963: Dresden: Deutsche Kunstausstellung bzw. Kunstausstellung der DDR
- 1961: Magdeburg: Kunstausstellung der 3. Arbeiterfestspiele
- 1961: Berlin, Deutsche Akademie der Künste („Junge Künstler. Malerei“)
- 1964: Berlin, Nationalgalerie („Unser Zeitgenosse“)
- 1969: Dresden („Kulturvoll leben in sozialistisch gestalteter Umwelt“)
- 1972: Dresden: Bezirkskunstausstellung